# Grantiella picta
Grantiella picta é uma espécie de ave da família Meliphagidae. É a única espécie do género Grantiella.
É endémica da Austrália.
Os seus habitats naturais são: florestas secas tropicais ou subtropicais .
Está ameaçada por perda de habitat.